# Gloria Lim
Gloria Lim (nacida en 1930) es una micóloga singapurense retirada, cuya investigación se centró en los hongos tropicales y creó un depósito de hongos de muestras regionales. Fue nombrada dos veces Decana de la Facultad de Ciencias en la Universidad de Singapur (ahora Universidad Nacional de Singapur ), siendo la primera en ocupar ese cargo. Después de su retiro, se convirtió en la primera Directora del Instituto Nacional de Educación de Singapur y lo ayudó a lanzar un programa de estudios universitarios.  Se desempeñó en la Comisión de Servicio Público como la primera comisionada durante 14 años, y luego  como gerente general de la Unidad de Mediación Comunitaria durante 8 años. Ha recibido numerosos honores y premios por sus contribuciones a la ciencia y por mejorar la educación en Singapur. 

## Biografía
Gloria Lim nació en Singapur en 1930. Aunque la escuela a la que asistía no enseñaba ciencias, se graduó de la Universidad de Singapur como botánica con honores de primera clase en 1954. Obtuvo un Diploma en Educación en 1956 y una maestría en fitopatología en 1957 de la Universidad de Malaya en Kuala Lumpur.
Comenzó a enseñar en la Escuela de Señoritas Raffles; posteriormente fue contratada para enseñar en la Universidad de Malaya y dividió su tiempo en la enseñanza en Raffles por la mañana y botánica en la universidad por las tardes. Fue galardonada con una beca del Consejo Interuniversitario que le permitió asistir a la Universidad de Londres. Obtuvo su doctorado en 1961 y luego asistió a la Universidad de California, Berkeley, con una beca del programa Fulbright entre 1966 y 1967, convirtiéndose en micóloga.

## Carrera científica
Al regresar a Singapur, se convirtió en una experta en hongos y construyó un depósito único de las especies de hongos de la región, escribiendo cientos de artículos de investigación y consultando con universidades y empresas en el país y en el extranjero. Trabajó en el consejo asesor de una compañía que desarrollaba hongos medicinales y asistió al Ministerio de Defensa de Singapur cuando sus búnkeres de almacenamiento desarrollaron moho. Después de su retiro, la colección de varias especies fue desmontada y destruida.

## Carrera académica
Fue nombrada Decana de la Facultad de Ciencias de la Universidad de Singapur en 1973, convirtiéndose en la primera mujer en ocupar el cargo. Su primer nombramiento duró cuatro años y luego fue nombrada nuevamente para servir en 1979, pero renunció en 1980 cuando la universidad se fusionó con la Universidad de Nanyang, para permitir que el exdecano de Nanyang continuara en el cargo. En 1982 se convirtió en la primera en servir en la Comisión de Servicio Público (PSC), y en 1985 se convirtió en la primera en dirigir el Departamento de Botánica cuando la universidad se convirtió en la Universidad Nacional de Singapur (UNS). Se retiró de la UNS en 1991 y ocupó un puesto en el Instituto Nacional de Educación (NIE) como su director inaugural. Su trabajo consistía en desarrollar el Instituto de Educación (IE) en un estándar universitario totalmente acreditado; cuando se jubiló en 1994, el programa ofrecía programas de pregrado, posgrado y doctorado.

## Otras actividades
Entre 2003 y 2011, se desempeñó como gerente general de la Unidad de Mediación Comunitaria (CMU), una junta diseñada para resolver disputas comunitarias.

## Premios y honores
En 1993, fue honrada con el Bintang Bakti Masyarakat (estrella del servicio público) por sus contribuciones al PSC, servicio que siguió prestando hasta 1996. Se retiró de NIE en 1994. En julio de 1999, recibió un doctorado honorario en ciencias de la Universidad de Loughborough en Inglaterra por sus contribuciones a la ciencia y la educación en Singapur.
En 2005, fue honrada con los Distinguished Science Alumni Awards de la UNS y en 2014 fue una de los miembros de la clase inaugural del Salón de la Fama de las Mujeres de Singapur.

## Trabajos seleccionados
- Lim, Gloria (1961). Factores microbiológicos que influyen en la infección de bacterias tréboles de nódulos (PhD). Universidad de Londres.
- Lim, Gloria (1963). «Studies on the Physiology of Nodule Formation: VIII. The Influence of the Size of the Rhizosphere Population of Nodule Bacteria on Root Hair Infection in Clover». Annals of Botany (Oxford University Press) 27 (105): 55-67.
- Lim, Gloria; Khew, E; Yeoh, H H (March 1985). «Extracellular enzymes of some black aspergilli in Singapore». MIRCEN journal of applied microbiology and biotechnology (Oxford University Press/UNESCO) 1 (1): 55-61. doi:10.1007/bf01748154.
- Lim, Gloria (1985). Actas de un taller sobre virus de plantas y micoplasmas celebrado en la Universidad Nacional de Singapur, Departamento de Botánica, 24 al 27 de mayo de 1983 (Informe). Red asiática de ciencias biológicas.
- Louis, Isabelle; Lim, Gloria (March 1987). «Spore density and root colonization of vesicular-arbuscular mycorrhizas in tropical soil». Transactions of the British Mycological Society 88 (2): 207-212. doi:10.1016/s0007-1536(87)80216-4.
- Jones, E B Gareth; Lim, Gloria (July 1990). «Edible mushrooms in Singapore and other Southeast Asian countries». Mycologist 4 (3): 119-124. doi:10.1016/s0269-915x(09)80038-4.
- Lim, Gloria (2004). Caracterización citogenética molecular de reordenamientos genómicos complejos en osteosarcoma . Biblioteca Nacional de Canadá (Tesis). Ottawa.
- La abreviatura «Lim» se emplea para indicar a Gloria Lim como autoridad en la descripción y clasificación científica de los vegetales.[8]